# Bob-Europameisterschaft 1985
Die Bob-Europameisterschaft 1985 wurde am 16. und 17. Februar im Zweierbob und am 23. und 24. Februar 1985 im Viererbob zum fünften Mal auf der Natureisbahn im schweizerischen St. Moritz ausgetragen. Erstmals war dabei eine Bob-Europameisterschaft Bestandteil des in der Saison 1984/85 zum ersten Mal ausgetragenen Bob-Weltcups. Die EM bildete den Saisonabschluss und hatte durch die Möglichkeit, Weltcuppunkte zu erzielen, auch außereuropäische Teams zu Gast. Der Dritte des Vorjahres im Zweier-Bob, Zintis Ekmanis, konnte diesmal den Titel gewinnen, während Silvio Giobellina seinen Titel im Vierer-Bob erfolgreich verteidigte.

## Zweierbob
Nachdem der Doppelolympiasieger von Sarajevo, Wolfgang Hoppe, mit seinem Anschieber Dietmar Schauerhammer knapp vier Wochen vor der EM auch Weltmeister im kleinen Schlitten geworden war, war das Duo natürlich absoluter Topfavorit auf den Europameistertitel. Zudem war, anders als bei vergangenen Europameisterschaften, die Weltspitze mit den Top-Teams aus der DDR, der Schweiz und neuerdings auch aus der Sowjetunion in ganzer Stärke am Start. Der gerade neu ins Leben gerufene Weltcup hatte noch nicht die Anziehungskraft für die Top-Athleten. Umso größer war die Überraschung, als die Topfavoriten nach dem ersten Wettkampftag nur auf dem Bronzerang lagen. Hoppe hatte sich in der Wahl der Kufen vergriffen und lag zur Halbzeit 37 Hundertstel hinter Ekmanis und 6 Hundertstel hinter dem Schweizer Hiltebrand. Am zweiten Wettkampftag zeigte Hoppe mit anderen Kufen allerdings sein fahrerisches Können und fuhr jeweils Laufbestzeit. Ekmanis konterte jedoch mit ebenfalls guten Fahrten und ließ den Vorsprung nach vier Läufen nur bis auf 13 Hundertstel abschmelzen. So wurde nach Janis Kipurs 1984 erneut ein sowjetischer Bobpilot Europameister im Zweier. Hans Hiltebrand holte sich mit am doch fast einer Sekunde Rückstand die Bronzemedaille. Dahinter platzierten sich mit der wieder auferstandenen Legende Erich Schärer und Silvio Giobellina die weiteren Schweizer Bobs.
| Platz | Bob                                                  | Lauf 1  | Lauf 2  | Lauf 3  | Lauf 4  | Gesamtzeit Rückstand |
| ----- | ---------------------------------------------------- | ------- | ------- | ------- | ------- | -------------------- |
| 1     | UdSSR - Bob URS 1 Zintis Ekmanis Wladimir Alexandrow | 1:07,99 | 1:07,67 | 1:07,29 | 1:07,58 | 4:30.53              |
| 2     | DDR - Bob GDR 1 Wolfgang Hoppe Dietmar Schauerhammer | 1:08,21 | 1:07,82 | 1:07,20 | 1:07,43 | 4:30.66 +0.13        |
| 3     | Schweiz - Bob SUI 1 Hans Hiltebrand Meinrad Müller   | 1:08,11 | 1:07,86 | 1:07,58 | 1:07,91 | 4:31.46 +0.93        |
| 4     | Schweiz - Bob SUI 2 Erich Schärer André Kiser        |         |         |         |         | 4:32.22 +1.69        |
| 5     | Schweiz - Bob SUI 3 Silvio Giobellina Heinz Stettler |         |         |         |         | 4:32.31 +1.78        |
| 6     | UdSSR - Bob URS 2 Jānis Ķipurs Māris Poikāns         |         |         |         |         | 4:32.73 +2.20        |
| 7     | DDR - Bob GDR 2 Detlef Richter Steffen Grummt        | 1:08,88 | 1:08,73 | 1:07,60 | 1:07,87 | 4:33.08 +2.55        |
| 8     | DDR - Bob GDR 3 Matthias Trübner Ingo Voge           | 1:09,85 | 1:08,89 | 1:08,45 | 1:08,44 | 4:34.83 +4.30        |
| 9     | Österreich - Bob AUT Ingo Appelt Josef Muigg         |         |         |         |         | 4:35.03 +4.50        |
| 10    | Italien - Bob ITA Marco Bellodis Stefano Ticci       |         |         |         |         | 4:35.47 +4.94        |

## Viererbob
In der Viererbob-Konkurrenz kam es zu einer Titelverteidigung durch das Team um Silvio Giobellina. Nach dem ersten Wettkampftag sah es zudem nach einem Schweizer Dreifacherfolg aus, da Olympiasieger Wolfgang Hoppe zur Halbzeit nur auf dem vierten Rang lag. Allerdings konnte Hoppe am zweiten Wettkampftag mit Kufen, die auf das warme Wetter abgestimmt waren, zweimal Laufbestzeit erringen und schob sich schon nach dem dritten Lauf auf den Silberrang vor. Diesen konnte er auch im letzten Lauf vor Hans Hiltebrand sichern. Altmeister Erich Schärer fehlten die geeigneten Kufen für den Wettbewerb, mehr als Platz sieben sprang für ihn nicht heraus. Erstmals seit Jahren war mit der Crew um Alex Wolf wieder mal ein italienisches Team bei einer Europameisterschaft in Medaillennähe zu sehen.
| Platz  | Bob                                                                               | Gesamtzeit Rückstand |
| ------ | --------------------------------------------------------------------------------- | -------------------- |
| 1      | Schweiz - Bob SUI 1 Silvio Giobellina Heinz Stettler Urs Salzmann Rico Freiermuth | 4:23.13              |
| 2      | DDR - Bob GDR 1 Wolfgang Hoppe Roland Wetzig Ingo Voge Dietmar Schauerhammer      | 4:23.76 +0.63        |
| 3      | Schweiz - Bob SUI 2 Hans Hiltebrand Urs Leuthold Kurt Ott Meinrad Müller          | 4:24.04 +0.91        |
| 4      | Italien - Bob ITA 1 Alex Wolf Pasquale Gesuito Georg Beikirchner Stefano Ticci    | 4:24.37 +1.24        |
| 5      | Österreich - Bob AUT 1 Peter Kienast Franz Siegl Christian Mark Gerhard Redl      | 4:24.54 +1.41        |
| 6      | DDR - Bob GDR 2 Detlef Richter Dietmar Jerke Matthias Legler Steffen Grummt       | 4:24.89 +1.76        |
| 7      | Schweiz - Bob SUI 3 Erich Schärer Heinrich Notter Erwin Fassbind André Kiser      | 4:25.60 +2.47        |
| (8)    | USA - Bob USA Jeff Jost Tom Barnes Joseph Brown George McNeil                     | 4:25.71 +2.58        |
| 8 (9)  | Österreich - Bob AUT 2 Franz Paulweber Horst Tutzer Robert Herz Günter Kaspar     | 4:26.68 +3.55        |
| 9 (10) | DDR - Bob GDR 3 Matthias Trübner Volker Dietrich Bodo Ferl Jörg Stalla            | 4:26.69 +3.56        |

## Medaillenspiegel
| Platz | Nation                          | Gold | Silber | Bronze |
| ----- | ------------------------------- | ---- | ------ | ------ |
| 1     | Schweiz                         | 1    | –      | 2      |
| 2     | UdSSR                           | 1    | –      | –      |
| 3     | Deutsche Demokratische Republik | –    | 2      | –      |